# Staré Sedliště (zámek)
Staré Sedliště je zaniklý zámek, který stával ve stejnojmenné vesnici v okrese Tachov. Zbořen byl v roce 1970 a na jeho místě stojí prodejna potravin.

## Tvrz
Na místě zámku stávala původně manská tvrz. První písemná zmínka o ní pochází z roku 1357. Jmény známe pouze čtveřici z prvních majitelů: vladykové Mareš (1357–1363), Racek (1367–1379), Bohuš Rynéř (1380) a Stupek (1384). V roce 1472 koupil tvrz Zikmund Kfelíř ze Zakšova. Kfelířové ze Zakšova vlastnili panství až do roku 1623, kdy bylo za účast na stavovském povstání v letech 1618–1620 zkonfiskováno Janu Vilému Kfelířovi ze Zakšova. V roce 1624 jej koupil Jan Kryštof Kavka z Říčan. V tomto roce je tvrz také uváděna naposledy a to jako „pohořelá“, neboť na začátku třicetileté války byla vypálena. Sídlo majitele panství bylo přestěhováno do Částkova.

## Zámek

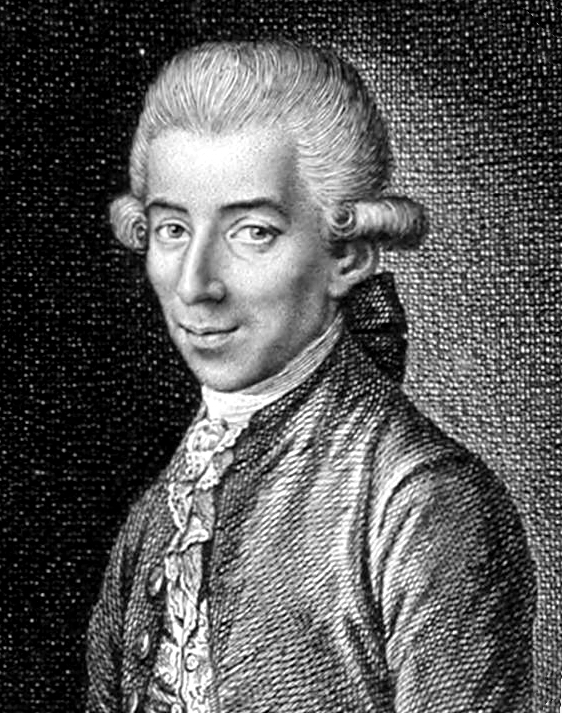
Přírodovědec Ignác Antonín Born

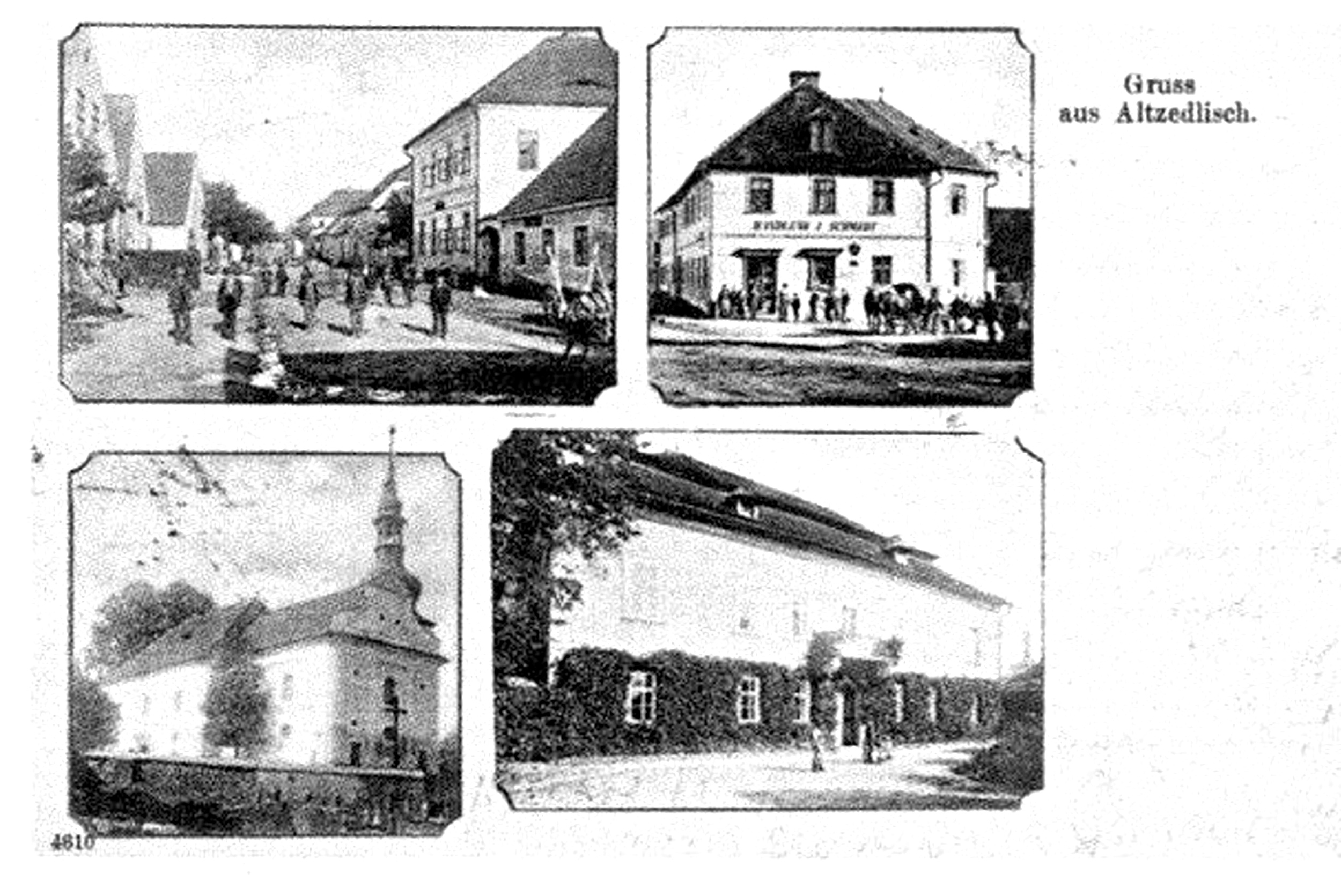
Historická pohlednice ze Starého Sedliště, zámek je na obrázku vpravo dole

Od sester Kavkových z Říčan, Beatrix Johany, provdané hraběnky z Portia, Františky Ludmily, provdané hraběnky Šternberkové, a svobodné Anny Marie Eusebie, koupil starosedlišťské panství svobodný pán Marek Alexandr Brisigell se svými bratry Janem Florentinem Matyášem, Leopoldem Albertem, Janem Tomášem a Osvaldem. 
V roce 1669 získal při dělení majetku Staré Sedliště Osvald, který zde se svou rodinou sídlil až do své smrti roku 1713. V roce 1706 nechal na místě tvrze postavit barokní zámek. Majetek zdědili Osvaldovi synové, kteří se roku 1721 dohodli na postoupení panství nejmladšímu sourozenci Františku Karlovi. Ten však Staré Sedliště již 1723 prodal Františku Ignácovi z Vunšvic. Další majitelkou byla Terezie z Tunkela, která zámek roku 1738 prodala Josefu Ignácovi Langerovi. Roku 1772 se majitel zámku znovu změnil. 
Tentokrát se jím stal přírodovědec rytíř Ignác Antonín Born. Born zde napsal svoji knihu o minerálech a vytvořil sbírku nerostů a mincí. Kromě toho dal zámek upravit a vybudoval u něj botanickou zahradu. Roku 1782 zámek odkoupil Josef ze Schorelu a po něm se další majitelé často střídali. 
K významnějším majitelům patřil mariánskolázeňský balneolog, mineralog, botanik, odborný publicista i přítel Goetha, Jana Evangelisty Purkyně či Františka Palackého Karel Josef Heidler z Heilbornu (1792–1866) a jeho syn Michal, též lékař, po nichž velkostatek i zámek vyženili baroni Unterrichterové. V roce 1945 připadl zámek státu. Původně z něj byla vytvořena administrativní budova, ale v roce 1970 jej zbořili a na jeho místě postavili prodejnu potravin.